# Sancho I de Leão
Sancho I de Leão, o Crasso ou o Gordo (ca. 935 - 966), foi rei de Leão durante dois períodos de tempo, entre 956 e 958 e depois entre 960 e a sua morte. Era filho de Ramiro II de Leão e meio irmão de Ordonho III, a quem sucedeu no trono, depois o ter afrontado enquanto rei, procurando conseguir para si próprio a Coroa.
Após ter sofrido uma derrota frente aos muçulmanos em 957, perdeu o apoio da aristocracia, que, chefiada pelo conde castelhano Fernão Gonçalves, o depôs (958), tendo colocado em seu lugar Ordonho IV.
Em 960 Sancho I derrubou Ordonho IV e recuperou o trono, tendo estabelecido um pacto com os outros reinos cristãos para se opor ao novo califa de Córdova, Aláqueme II.

## Relações familiares
Foi filho de Ramiro II de Leão e de Urraca Sanches , infanta de Pamplona e rainha consorte de Leão, filha segunda de Sancho Garcês I de Pamplona  e da rainha Toda Aznares. Casou antes de 28 de março de 959 com Teresa Ansures, filha de Ansur Fernandes e de Gontrodo Nunes, de quem teve:
- Ramiro III de Leão (961- Astorga, 26 de junho de 985), rei de Leão desde 966 até à sua morte. Casou com  Sancha Gomes, filha de Gomez Diaz de Saldanha[4][5]. (? - 987)
- Urraca. que foi casada com o conde Nepociano Dias, posivelmente filho de Diego Nepocianiz ou do conde Diogo Muñoz de Saldanha, e que aparece frequentemente junto com o conde e seus parentes na documentação coeva, embora esta filiação esteja sujeita polemica por falta de dados concretos.